# Federico Martínez (Fußballspieler, 1996)
Federico Martínez, vollständiger Name Federico Andrés Martínez Berroa, (* 28. Februar 1996 in Montevideo) ist ein uruguayischer Fußballspieler.

## Karriere
Der 1,75 Meter große Mittelfeldakteur Martínez spielte im Jugendfußball spätestens seit 2010 für Liverpool Montevideo und gehörte dort in jenem Jahr sowohl der Mannschaft in der Septima División als auch derjenigen in der Sexta División an, für die er auch im Folgejahr aktiv war. Er durchlief sodann 2012 die U-16 und 2013 das Team der Quinta División. In den Jahren 2014 und 2015 war er parallel Mitglied der U-19 (Cuarta División) und der Reserve (Formativas) in der Tercera División.
Sein Debüt in der Primera División feierte er in der Apertura 2015 am 6. Dezember 2015 bei der 2:3-Heimniederlage gegen Nacional Montevideo, als er von Trainer Gabriel Oroza in der 69. Spielminute für Jhonatan Candia eingewechselt wurde. Anfang 2020 ging er auf Leihbasis für knapp ein halbes Jahr in die argentinische erste Liga zu Rosario Central und wurde in zwei Ligaspielen eingesetzt. Anschließend kehrte er zu Liverpool zurück. Im gleichen Jahr wechselte er ohne erneuten Einsatz für Liverpool für 1,1 Mio. € wieder in die argentinische Liga, diesmal zu Independiente. Für Independiente wurde er in fünf Ligaspielen und zwei Pokalpartien, alle ohne eigenen Torerfolg, eingesetzt. Bei der Copa Sudamericana 2020 lief er in sechs Spielen auf.
Ende Februar 2021 ging er wieder zurück nach Uruguay und schloss sich erneut dem Liverpool FC an. In der Hinrunde der Meisterschaft kam er bei 14 Spielen zum Einsatz und konnte neun Tore erzielen. Während der laufenden Rückrunde spielte er bei einem eigenen Torerfolg bisher zehn Mal, aber dabei dreimal als Kapitän der Mannschaft und immer über die gesamte Spielzeit von 90 Minuten.
Nachdem er am 3. September 2021 bereits beim Spiel der WM-Qualifikation für Südamerika gegen Peru (1:1) ohne Einsatz im Kader der Nationalmannschaft war, kam er eine Woche später gegen Ecuador (1:0) kurz vor Spielende über sechs Minuten zu seinem ersten Einsatz in der Nationalmannschaft.